# Pasquale Sottocorno
Pasquale Sottocorno (Velate, 27 settembre 1819 – 1º ottobre 1857) è stato un patriota italiano, ebbe un ruolo chiave nei combattimenti contro gli austriaci ed è riconosciuto come una icona delle Cinque giornate di Milano.

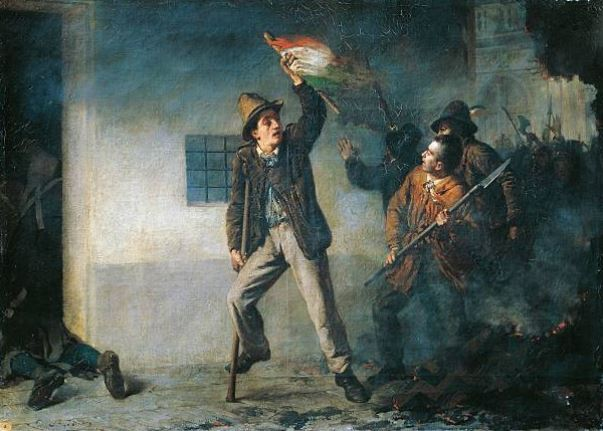
Quadro a olio dipinto di Pietro Bovier del 1864 intitolato Pasquale Sottocorno all’assalto del palazzo del Genio (oggi conservato al Museo del Risorgimento di Milano)

Molti cittadini di umile estrazione si distinsero nelle cinque giornate di Milano, per aver preso parte a qualche azione fondamentale o ad atti di eroismo.
In particolare, il 21 marzo 1848, quarto delle cinque giornate, gli insorti, guidati dal patriota nizzardo Augusto Anfossi, tentarono di espugnare il palazzo del Genio in via Monte di Pietà, dove erano asserragliati centosessanta soldati austriaci. La resistenza degli austriaci, comandati dal conte Franz von Thun und Hohenstein, era intensa, infatti, durante questo combattimento riuscirono a ferire a morte l'Anfossi.
Al fine di entrare nel palazzo, un popolano claudicante, che a stento si reggeva su una gruccia, mettendo a forte rischio la propria vita, trascinandosi tra il fischiare delle pallottole, appiccò fuoco alla porta del palazzo con degli zolfanelli e delle fascine di fieno cosparse di acquaragia. Prima che la porta fosse completamente demolita gli Austriaci si arresero, temendo di bruciare vivi nel rogo del palazzo.
Il giorno seguente, 22 marzo, ultimo giorno dei combattimenti, Sottocorno si distinse nuovamente, questa volta disarmando i soldati austriaci a guardia della Pia Casa di ricovero.
Al ritorno degli austriaci al governo della città, Sottocorno fu costretto a fuggire a Torino, dove riprese l’attività di calzolaio, che svolgeva in precedenza a Milano, fino alla morte avvenuta il 1º ottobre 1857 per tisi polmonare all'età di 38 anni.

## Propaganda
«CITTADINI! Onore al popolano Pasquale Sottocorno, che nel palazzo del Genio appiccò primo il fuoco alla porta e irruppe a disarmare e far prigionieri 160 soldati. Quest’oggi Ei rinnovò la prova di valore straordinario, assaltando la Pia Casa di ricovero e disarmando i soldati che vi stavano a guardia. Il nome del Sottocorno suoni glorioso sulle bocche di tutti i prodi, e resti esempio ed eccitamento alle generazioni venture»

— manifesti distribuiti e affissi sui muri di tutta la città
Le azioni del Sottocorno furono immediatamente valorizzate politicamente e mediaticamente dal Governo provvisorio per rappresentare un Risorgimento eroico e supportato dal popolo contro l'invasore austriaco, vennero infatti stampati dei manifesti distribuiti e affissi sui muri di tutta la città che narravano le gesta dell'eroe popolare.
Sottocorno fu solo uno tra i cittadini milanesi degli strati più popolari, che erano più facilmente avversi al potere straniero, a impegnarsi attivamente nelle Cinque Giornate, le sue gesta divennero presto simbolo dello spirito civico e fu facilmente elevato a eroe del popolo. Particolare rilievo venne dato in primis alla sua umile condizione, ma soprattutto alla claudicazione di cui era affetto. Nei resoconti, sia contemporanei che successivi, Sottocorno venne infatti definito come «un povero storpio» (Cattaneo, 1949, p. 93), «lo sciancato» (Carducci, 1883, p. 178), «vecchio e zoppo» (Bonfadini, 1886, p. 310), «povero zoppo» (Baldi, 1905, p. 12).
Al momento della sua morte, Francesco Domenico Guerrazzi (1858) scrisse un elogio contenente una critica all’oblio di cui era stato vittima nei nove anni successivi all’esilio, immaginò che, in punto di morte, Sottocorno parlasse così di se stesso: «La natura quando nacqui mi benedisse, come il vescovo quando mi cresimò, con uno schiaffo. Ella, innanzi ch’io venissi al mondo, si spassò a farmi storpio e brutto: veruna ragazza mi dimandò mai» (pp. 11 s.). In realtà, Sottocorno si era sposato con Anna Maria Allievi.

## Opere
Vero e proprio eroe della mitologia risorgimentale, Sottocorno fu oggetto di iconografia, come nel caso del quadro a olio dipinto di Pietro Bovier del 1864 intitolato Pasquale Sottocorno all’assalto del palazzo del Genio (oggi conservato al Museo del Risorgimento di Milano).
Fu anche ampiamente celebrato dalla propaganda fascista indirizzata all’infanzia come esempio di coraggio nonostante le umili origini e il difetto fisico